# 鳌峰大桥

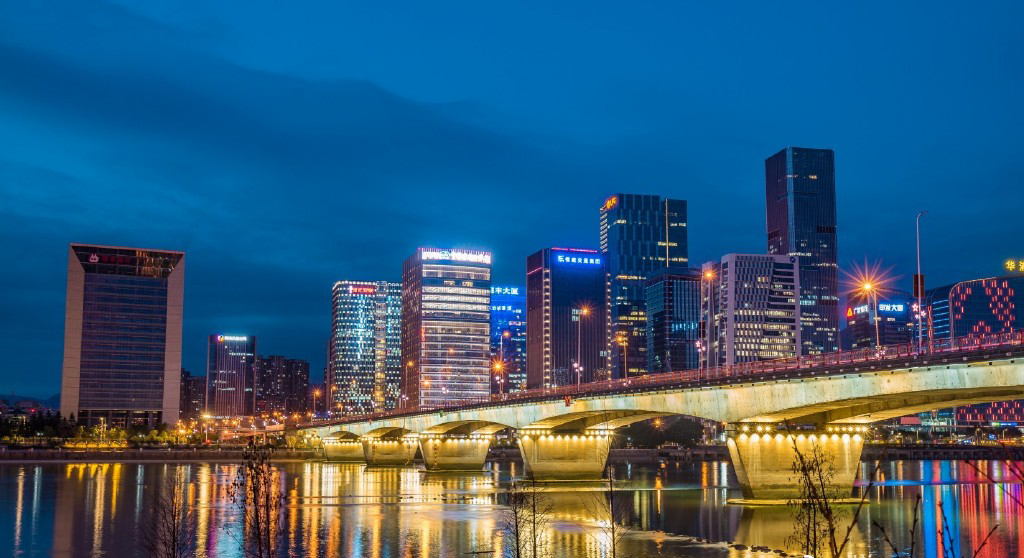
鳌峰大桥夜景

鳌峰大桥，亦称闽江三桥，位于福建省福州市，跨越闽江，连接台江、仓山两区，于1993年建成。大桥全长4485米，其中主桥长500.9米，桥宽25.8米，设有4条机动车道和2条非机动车道及人行道。
2018年5月，大桥南桥头进行立交化改造，增加自港头外路上下桥的机动车匝道和自朝阳路、港头外路上下桥的非机动车匝道。